# 装配理论
装配（法語：agencement，又译拼装、集合、集群、组配、装配等）是一种研究能动性的本体论多样性的哲学方法，它意味着将行动能力从个人重新分配到由人、物和叙事组成的社会-物质网络。该哲学方法也称为装配理论或装配思维，它通过流动性、可交换性和连接性来构建社会复杂性。其中心论点是，人们并不完全依靠自己来行动，相反，人类行动需要复杂的社会-物质相互依存关系。
使用装配视角的哲学方法有多种。一个版本与曼努埃尔·德兰达关于装配理论的研究有关。第二个版本与布鲁诺·拉图尔和米歇尔·卡龙关于行动者网络理论研究有关。第三个版本借鉴了吉尔·德勒兹和皮埃尔-菲利克斯·伽塔利的作品。这些版本之间的相似之处包括以关系的观点看社会现实，这种观点认为，人类行为是物质、叙事、社会和地理元素之间的相互依存关系不断变化的结果。这些理论的共同点是解释了人类与非人类之间的联系所产生的涌现特质。换句话说，装配方法认为，在一个物体内，成分的关系是不稳定、不固定的；相反，它们可以在物体内部和其他物体之间被替换和取代，从而通过外部关系来处理系统。

## 概述
哲学意义上的“装配”一词最初源于法语单词，其含义狭义上可以译为排列、布置、配置、装配、整理等。Agencement主张一种内在含义：特定概念之间联系，而这些概念的排列能够提供意义。更准确而言，装配是指这些概念的整合和连接，并且正是这些连接和连接的排列，为他们被赋予的含义提供了语境。
约翰·W·P·菲利普斯（John W.P. Phillips）在2006年指出，德勒兹和伽塔利很少在哲学意义上使用装配一词，而且狭隘的英文直译“assemblage”使人们误认为该术语是类比的。将agencement翻译为assemblage，“产生基于类比印象的内涵，使该词的元素脱离了曾经帮助形成它的论点。”

## 德勒兹与伽塔利
在《资本主义与精神分裂：千高原》中，德勒兹和伽塔利借鉴了探索物质系统自组织方式的动力系统理论，并将其扩展至包括社会、语言和哲学系统，以建立装配理论。在装配理论中，装配（或关系）是通过编码化（法語：codage）、层化（stratification）和领域化（territorialisation）过程形成的。任何一种哲学语境都不会孤立地运作。
装配是特异性的集合体（ensemble de singularités）。这种围绕物体排列物质的过程称为编码。根据德勒兹和伽塔利的说法，装配是通过采取特定形式来编码的；他们选择、组成并完成一个领域。在构成一个领域时，层化的过程伴随着等级主体的产生。
领域化是装配理论的另一个过程，它被视为对建立“装配”的物体进行组合。装配对内容形式和表达形式都进行了领域化。内容形式，也称为物质形式，包括人体和非人体、动作和反应的装配。表达形式包括无形的陈述、行为和声明。在这种物体排序中，装配不会保持静止；此外它们还有去领域化和再领域化过程的特征。当装配的成分“退出”装配，使原有连接分离、断开时，就会发生去领域化；这再次表明了这些形式不会也不能单独运作的理念。再领域化是指新成分“进入”和新连接建立的过程，这就构成了一个新的装配。因此，这些内容-表达轴和领域化过程的存在，证明了装配的复杂性。
德勒兹和伽塔利的影响力，从爱丁堡大学的一本期刊《德勒兹和伽塔利研究》（Deleuze and Guattari Studies）中专门介绍他们的方法这一事实中可见一斑。

## 德兰达
曼努埃尔·德兰达在其著作《新社会哲学》（2006）中详述了装配的概念，在书中，与德勒兹和伽塔利一样，他建议最好通过其各个组成部分来分析各种不同规模的社会团体。与德勒兹和伽塔利一样，德兰达的方法检验了外部性的关系，其中装配组件是自存的（self-subsistent），并且在它们所在的装配之外保持自治。德兰达详细介绍了德勒兹和伽塔利（1987）的装配理论，特别是关于装配的成分是如何通过物质-表达轴和领域化-去领域化轴这两个轴线来组织的。除此以外，德兰达的贡献是提出还存在着第三个轴：遗传-语言资源轴，这一轴线还定义了装配的编码、解码和重编码中涉及的干预。像德勒兹和伽塔利一样，德兰达认为社会并没有因为其复杂性而失去其现实性，也没有失去其物质性。因此，装配在实用性上是有效的；装配虽然是流动的，但仍然是具有重要历史意义的过程的一部分。